# Skutterudita
La skutterudita és un mineral de la classe dels sulfurs, que pertany i dona nom al subgrup de la skutterudita. Va rebre el seu nom per Wilhelm Karl von Haidinger del lloc on va ser descoberta el 1845, Skutterud (Noruega).

## Característiques
La skutterudita és un arsenur de cobalt amb quantitats variables de níquel i ferro, les quals reemplacen el cobalt, amb una fórmula general: CoAs₃. Fins a l'any 2017 la fórmula química per a la niquelskutterudita era CoAs3-x, però un article publicat a l'American Mineralogist proposava la fórmula actual, sent aprovada durant el mateix any per l'Associació Mineralògica Internacional. Cristal·litza en el sistema cúbic, formant cristalls cúbics, octaedrals o dodecaedrals, rarament prismàtics. S'extreu com un mineral de cobalt i níquel amb un subproducte d'arsènic. La seva duresa a l'escala de Mohs és de 5,5 a 6. Forma una sèrie de solució sòlida amb la niquelskutterudita.

## Formació i jaciments
És un mineral mineral de formació hidrotermal trobat en els filons de moderada a alta temperatura amb altres minerals de níquel-cobalt. Sol trobar-se associada a altres minerals com: plata nativa, eritrita, annabergita, niquelina, cobaltita, sulfosals de plata, bismut natiu, calcita, siderita, barita i quars. Les aparicions notables inclouen cobalt (Ontario, Canadà), Skuterud (Noruega), Franklin, als Estats Units. Als territoris de parla catalana ha estat descrita a la mina Eureka (La Torre de Cabdella, Pallars Jussà), a la mina Atrevida (Vimbodí i Poblet, Conca de Barberà) i a la mina Serrana (El Molar, Priorat).

## Varietats
La smaltita és una varietat de skutterudita deficient en arsènic, sovint emprada com a sinònim seu. Una varietat de smaltita que conté bismut s'anomena bismutosmaltina.

## Grup skutterudita
El grup skutterudita està integrat per quatre espècies minerals.
| Espècie            | Fórmula |
| ------------------ | ------- |
| Ferroskutterudita  | CoAs3-x |
| Kieftita           | CoSb₃   |
| Niquelskutterudita | NiAs3-x |
| Skutterudita       | CoAs3-x |